# Pignon (Haiti)
Pignon este o comună din arondismentul Saint-Raphaël, departamentul Nord, Haiti, cu o suprafață de 140,41 km2 și o populație de 39.344 locuitori (2009).